# One Crimson Night (DVD)
Zasugerowano, aby zintegrować ten artykuł z artykułem One Crimson Night. Nie opisano powodu propozycji integracji.
One Crimson Night – album koncertowy One Crimson Night szwedzkiego zespołu Hammerfall wydany razem z płytą DVD. Materiał został nagrany podczas koncertu w Lisebergshallen w Szwecji.

## Spis utworów

### DVD
1. "Lore of the Arcane"
2. "Riders of the Storm"
3. "Heeding the Call"
4. "Stone Cold"
5. "Hero's Return"
6. "Legacy of Kings"
7. "Bass Solo: Magnus Rosén"
8. "At the End of the Rainbow"
9. "The Way of the Warrior"
10. "The Unforgiving Blade"
11. "Glory to the Brave"
12. "Guitar Solo: Stefan Elmgren"
13. "Let the Hammer Fall"
14. "Renegade"
15. "Steel Meets Steel"
16. "Crimson Thunder"
17. "Templars of Steel"
18. "Gold Album Award"
19. "Hearts On Fire"
20. "HammerFall"

#### Dodatki
1. "On the Road" dokument zrobiony przez Bosse Holmberga
2. Galerie zdjęć
3. Napisy

### CD 1
1. "Lore of the Arcane"
2. "Riders of the Storm"
3. "Heeding The Call"
4. "Stone Cold"
5. "Hero's Return"
6. "Legacy of Kings"
7. "Bass Solo: Magnus Rosén"
8. "At the End of the Rainbow"
9. "The Way of the Warrior"
10. "The Unforgiving Blade"
11. "Glory to the Brave"
12. "Guitar Solo: Stefan Elmgren"
13. "Let the Hammer Fall"

### CD 2
1. "Renegade"
2. "Steel Meets Steel"
3. "Crimson Thunder"
4. "Templars of Steel"
5. "Hearts On Fire"
6. "HammerFall"
7. "The Dragon Lies Bleeding" (dodatkowy utwór)
8. "Stronger Than All" (dodatkowy utwór)
9. "A Legend Reborn" (dodatkowy utwór)

## Twórcy
- Joacim Cans - śpiew
- Oscar Dronjak - gitara, śpiew
- Stefan Elmgren - gitara, śpiew
- Magnus Rosén - gitara basowa
- Anders Johansson - instrumenty perkusyjne